# 敵産家屋
敵産家屋（てきさんかおく、チョクサンガオク、적산가옥）は、大韓民国において、日本統治時代に日本人によって建設された日本風の家屋、日本家屋を罵倒した呼称。

## 概要
日本式の住宅建築は、日式家屋（イルシクガオク、일식가옥）と呼ばれる。特に、京城（ソウル）の龍山のように日本人居住者が多数を占めていた地区や、港湾都市である仁川、釜山、群山、木浦、浦項などに多かったとされ、残存しているものもある。住宅のほか、事務所、倉庫などもこの名で呼ばれることがある。日本人が当時建てた家屋は人気と資産価値が高く、買いたいものが殺到するが売りに出されることはほとんどが無い。韓国にある韓国政府も認める「保存と活用の価値がある近代的な建物」は日本統治時代に日本人が造ったため、登録文化財に登録されている近代建築物のほとんどが日本家屋である。所有者は韓国政府と地方自治体による補修費用支援、相続税減免、1世帯2住宅基準除外など、多様な恩恵と保護がされている。

## 歴史
1945年に第二次世界大戦が終わり、日本人が引き揚げによって去ると、日本軍の駐屯地域に残された建物などは没収、接収などによって公有化されてアメリカ軍などに利用された後、最終的には韓国政府に帰属するものとなった。家屋の多くは安価に払い下げられたが、不動産価値が高くて、名所としても人気がある。中には高級住宅として利用された例もあった。他方では、所有者ではない韓国人に不法占拠される家屋も少なからずあったとされる。
金泳三政権の下でソウルの旧朝鮮総督府が解体された1995年前後の時期には、敵産家屋は撤去されるべき日本統治の残滓と見なされていたが、金大中政権下になると、残された敵産家屋の近代文化遺産としての価値が認識されるようになった。
こうした住宅は、外見が日本建築であっても、オンドルが設けられていたり、壁が厚いといった伝統的な朝鮮の家屋の様式が組み込まれていたり、暖炉など西洋建築の要素をもつものもあり、単純に全て日本建築によるものとして捉えるのは誤りだともいわれる。
100軒以上の敵産家屋が残る群山市では、「近代歴史景観」としてその保全にあたっており、旧十八銀行群山支店は近代美術館 (근대미술관)、朝鮮銀行群山支店は近代建築館 (근대건축관) として利用されているだけでなく、もとの民家が飲食店や宿泊施設として活用されている例もある。ただし、郡山市の取り組みは、日本の統治時代の歴史を教える教育の場として整備、保存されているものであり、結果的に観光の対象ともなってるに過ぎないとも主張されている。浦項市のように、残存する日本式家屋の観光資源としての利用を進めている地域もある。また、釜山広域市中区南浦洞の乾物卸売市場は、建物の大部分が日本人が建てた家屋であるとされる。
2019年1月には与党共に民主党の孫恵園（손혜원）議員が夫が代表を務める財団、親族2人、元補佐官の娘などと共に不動産価値の高い日本式家屋密集地帯で不動産購入して、登録文化財登録時に不動産価値の更なる高騰による利益と相続税減免などの恩恵を受けた。登録審査中に登録認定を要請し、2017年から2018年8月まで地帯で10軒も購入したため、不動産投機を行ったと追及されている。党内では擁護されていたが、判明しただけで購入したのは16軒など次々に不正が発覚した。20カ所以上だということに擁護していた与党議員も「我々国民も疑惑を持たざるを得ない」と意見を変えた。